# Revin
Revin är en kommun i departementet Ardennes i regionen Grand Est (tidigare regionen Champagne-Ardenne) i nordöstra Frankrike. Kommunen ligger  i kantonen Revin som ligger i arrondissementet Charleville-Mézières. År 2022 hade Revin 5 795 invånare.

## Befolkningsutveckling
Antalet invånare i kommunen Revin
Referens: INSEE